# 김진국 (1879년)
김진국(金鎭國, 1879년 1월 1일 ~ ?)은 대한제국 시대에 일진회 회원으로 활동했던 인물이자 일제강점기의 관료로, 함경남도 원산부 출신이다.

## 생애
1894년 경무 및 군부대신 전어관(통역원)으로 근무했으며 1900년 함경남도 원산일본어학교를 졸업했다. 1904년 러일 전쟁 당시 일진회 간부로 활동했으며 일본군 제2사단이 대한제국 북부에 진출하던 당시에는 군수품 수송교섭위원을 역임했다. 같은 해에 함경북도 청진과 회령 사이를 연결하는 경편철도 부설공사 당시에 인부 700여 명을 모집했다. 1905년 러일 전쟁 종전과 함께 원산으로 돌아온 뒤 한동안 어업에 종사했고 1909년 서북학회 회원을 역임했다.
1919년 3·1 운동 당시 전협 등으로부터 독립대동단 함남지단장에 추대했지만 거부했고 함경남도 원산헌병대에 대동단 사건을 밀고하게 된다. 그 후 원산항민회 제3과장을 역임했으며 1920년 함경남도 원산부 학교평의회 평의원으로 선출되었다. 1922년 원사자동차상회를 개업했고 1927년 4월 원산부 학교평의원으로 다시 선출되었다.
1931년 5월 함경남도 원산부 부회의원으로 선출되었으며 원산금융조합 평의원, 함남공제원 원장, 함경남도 원산상공회의소 의원을 역임했다. 1935년 10월 조선총독부로부터 시정 25주년 기념표창을 받았고 1936년 7월 원산기자단 상무간사, 1937년 함경남도 원산상공회의소 교통운수부 위원을 역임했다.
1938년 3월 미나미 지로 조선총독을 면회했으며 같은 해 9월 함경남도 원산상공회의소 의원으로 다시 선출되었다. 1939년 5월 함경남도 원산부 부회 의원선거에서 최다 득표로 당선되었고 같은 해 7월 친일단체 대동일진회 주최로 열린 이용구·송병준 추도식에서 내빈으로 참석했다. 1943년 2월과 1944년 12월 일본적십자사로부터 유공장을 받았다.

## 사후
- 민족문제연구소의 친일인명사전 수록자 명단에 포함되었다.

## 같이 보기
- 일진회

## 참고자료
- 김진국(金鎭國) - 국사편찬위원회
- 민족문제연구소 (2009). 〈김진국〉. 《친일인명사전 1 (ㄱ ~ ㅂ)》. 서울. 624 ~ 625쪽.